# Amajlije
Amajlije (serbisches-kyrillisch: Амајлије) ist ein Dorf in der Opština (Gemeinde) Bijeljina im Nordosten von Bosnien und Herzegowina.

## Name
Der Name des Dorfes leitet sich vom serbischen Wort Amajlije ab, was zu deutsch Amulette bedeutet. Das Dorf hieß früher Duboka. 

## Geographie
Amajlije liegt in flacher Ebene der Semberija, 5,2 km südöstlich der Gemeindehauptstadt Bijeljina. Das Dorf liegt rund 120 km nordöstlich der Hauptstadt von Bosnien und Herzegowina Sarajevo entfernt. 
Die Gemeinde Bijeljina liegt in der Republika Srpska, einer von zwei Entitäten des Landes, mit einer mehrheitlich serbischen Bevölkerung.
Amajlije liegt nicht weit des Flusses Drina, einem rechten Nebenfluss der Save entfernt, die hier die Grenze zum östlichen Nachbarland Serbien darstellt. Auch fließen kleinere Bäche und  Kanäle durch das Dorf, von denen einer Zelenak heißt. 
Das Dorf besteht aus den Dorfteilen (Weilern): Bair, Bakir, Buk, Bukreš, Kovanluci und Vitaja.
Nachbardörfer von Amajlije sind: Golo Brdo, Kovanluk und Popovi.
Das Klima im Dorf ist gemäßigt-kontinental. Rundum Amajlije erstrecken sich weite Felder, diese werden von der Dorfbevölkerung Sarija genannt,  die zur Landwirtschaft und Viehzucht dienen. 

## Bevölkerung
Amajlije hatte 1.165 Einwohner bei der Volkszählung von 2013 in Bosnien und Herzegowina. Diese Volkszählung war die erste nach der Volkszählung im Jahre 1991 in damaligem Jugoslawien, vor dem Ausbruch des Bosnienkrieges. 
Die Einwohner des Dorfes sind Serben.

### Demographie
| Jahr | Einwohnerzahl |
| ---- | ------------- |
| 1948 | 947           |
| 1953 | 984           |
| 1961 | 1128          |
| 1971 | 1126          |
| 1981 | 1098          |
| 1991 | 1110          |
| 2013 | 1165          |

## Geschichte
Das Gebiet auf dem sich das heutige Amajlije befindet, war schon in der Zeit des  Römischen Reiches besiedelt. In Amajlije wurde eine 13 cm große Figur aus Bronze gefunden, die aus der Römerzeit stammt.
Vor der Gründung des Dorfes, sollen sich nach der Volkserzählung große Wälder an der Stelle des heutigen Dorfes befunden haben. Amajlije wurde im 16. Jahrhundert, genauer 1725, von Serben aus der Gegend um Trebinje, in der östlichen Herzegowina gegründet. 
Erster Einwohner des Dorfes soll Milan Crnogorčević, mit seinen vier Söhnen: Ćirko, Mirko, Marko und Đurko gewesen sein, von denen viele der bis heute im Dorf lebenden Familien abstammen. Diese Serben waren vor der osmanischen (türkischen) Herrschaft aus ihrer Heimat geflohen. Der alte Name des Dorfes Amajlije, soll laut Volkserzählung Duboka gewesen sein. 
Bis zum Anfang des 20. Jahrhunderts war Amajlije eher ein kleineres Dorf, das mit der intensiveren Nutzung der Ackerflächen stetig an Einwohnerzahl zunahm. 
Das Dorf wurde 2010 und 2014 (Balkantief Yvette) von großen Überschwemmungen heimgesucht die großen Sachschaden in Amajlije verursachten. Amajlije ist Sitz einer lokalen Gemeinschaft (Mesna zajednica). 

## Religion
Die Bevölkerung bekennt sich zur Serbisch-orthodoxen Kirche. In Amajlije steht die von 1997 bis 2002 erbaute Serbisch-orthodoxe Dreifaltigkeitskirche, die Pfarreikirche der gleichnamigen Pfarrei Amajlije im Dekanat Bijeljina der Eparchie Zvornik-Tuzla der Serbisch-orthodoxen Kirche. 
Die Slava des Dorfes ist der dritte Feiertag von Pfingsten. Die Pfarrei Amajlije besteht aus den zwei Dörfern: Amajlije und Novo Selo.
Amajlije besitzt einen Serbisch-orthodoxen Dorffriedhof.

## Sport
Das Dorf Amajlije verfügt über den Fußballclub FK Drina Amajlije, der Club besitzt einen eigenen Fußballplatz nahe der Kirche im Dorfzentrum.